# NGC 5080
NGC 5080 је елиптична галаксија у сазвежђу Девица која се налази на NGC листи објеката дубоког неба.
Деклинација објекта је + 8° 25' 47" а ректасцензија 13h 19m 19,2s. Привидна величина (магнитуда) објекта NGC 5080 износи 13,6 а фотографска магнитуда 14,6. NGC 5080 је још познат и под ознакама MCG 2-34-7, CGCG 72-46, NPM1G +08.0323, PGC 46440.